# George Gipps
George Gipps (ur. 1791 w Ringwold, zm. 28 lutego 1847 w Canterbury) – brytyjski żołnierz i administrator kolonialny, w latach 1837–1846 gubernator Nowej Południowej Walii. 

## Życiorys

### Kariera wojskowa
Był synem księdza Kościoła Anglii, ukończył studia w Królewskiej Akademii Wojskowej w Woolwich (dziś część Londynu). W 1809 wstąpił do brytyjskich wojsk inżynieryjnych. Służył podczas wojen napoleońskich w Hiszpanii i Portugalii, a także m.in. w Belgii. W 1824 opuścił czynną służbę wojskową. 

### Służba kolonialna
W tym samym roku dołączył do służby kolonialnej i został skierowany do pracy na obszarze Indii Zachodnich. W 1834 powrócił do Londynu, gdzie został sekretarzem osobistym lorda Aucklanda, ówczesnego Pierwszego Lorda Admiralicji. W latach 1835–1837 przebywał w Kanadzie jako jeden z trzech komisarzy królewskich wysłanych w celu zbadania i rozwiązania konfliktów w tamtejszej administracji kolonialnej. Na czele tej misji stał lord Gosford, a trzecim komisarzem był Charles Edward Grey, późniejszy gubernator Barbadosu i Jamajki. W kwietniu 1837 powrócił do Anglii, gdzie w uznaniu swoich zasług został awansowany na majora (co miało znaczenie głównie honorowe, gdyż był już poza służbą czynną), a także otrzymał tytuł szlachecki Sir (tzw. rycerstwo). 

### Gubernator Nowej Południowej Walii
5 października 1837 został mianowany gubernatorem Nowej Południowej Walii, faktycznie objął tam rządy na początku lutego 1838. Głównym wątkiem jego kadencji gubernatorskiej okazały się konflikty z tzw. squatters, hodowcami bydła i owiec, którzy wypasali swoje zwierzęta na pastwiskach należących do Korony, nie odprowadzając z tego tytułu żadnych opłat ani nie poddając się jakiejkolwiek urzędowej regulacji. Przy okazji wysiedlali często grupy Aborygenów z ich siedlisk, co wiązało się z rozlewem krwi na dużą skalę.
Gipps wprowadził system licencji dla hodowców. Opłata licencyjna wynosiła 10 funtów rocznie (co w ówczesnych australijskich warunkach było dość pokaźną sumą), przy czym dodatkowo postanowiono, iż jedna licencja obejmuje maksymalnie 20 mil kwadratowych, na których można hodować do 7000 owiec i 500 krów. Rozwiązanie to spotkało się ze zrozumiałą niechęcią hodowców, zaś jego praktyczne egzekwowanie napotykało na trudności ze względu na duże odległości między poszczególnymi stadami w połączeniu z brakiem infrastruktury transportowej. 
W 1839 mandat królewski Gippsa został rozszerzony i objął również Nową Zelandię. Pozwala to uznać go za pierwszego gubernatora Nowej Zelandii, choć wyłącznie w sensie formalnym. W praktyce administracją brytyjską na Nowej Zelandii kierował od początku William Hobson, początkowo posiadając oficjalnie rangę zastępcy Gippsa. W 1841 Nowa Zelandia została administracyjnie oddzielona od Nowej Południowej Walii, zaś Hobson został jej pierwszym samodzielnym gubernatorem.

### Późniejsze życie
Choć oficjalnie jego kadencja zakończyła się dopiero 2 sierpnia, Gipps opuścił Sydney w lipcu 1846, z mocno nadwątlonym zdrowiem. Po powrocie do kraju osiadł w Canterbury, gdzie 28 lutego 1847 doznał śmiertelnego ataku serca. Żył 55 lub 56 lat (nie jest znana data dzienna jego urodzin, stąd trudno dokładnie określić jego wiek w chwili śmierci).

## Życie prywatne i upamiętnienie
Gipps był żonaty z Elizabeth Ramsay, córką generała George’a Ramsaya. Ich syn Reginald Ramsay Gipps również został generałem. 
W czasie pobytu w Australii Gipps zaprzyjaźnił się z przebywającym tam polskim podróżnikiem Pawłem Edmundem Strzeleckim, który nazwał na jego cześć region Gippsland, dziś wchodzący w skład stanu Wiktoria. 